# María Ludovica De Angelis
Beata María Ludovica De Angelis (San Gregorio, L'Aquila, 24 de octubre de 1880-La Plata, 25 de febrero de 1962) fue una religiosa argentina de origen italiano, perteneciente a la Congregación de Hijas de La Misericordia de santa María Josefa Rossello.

## Biografía
Sor María Ludovica De Angelis nació en la localidad de San Gregorio, pequeño pueblo de los Abruzzos cercano a la ciudad de L'Aquila, Italia, en 1880, siendo su nombre real el de Antonina de Angelis.
Ingresó a las Hijas de La Misericordia el 14 de noviembre de 1904 y ese mismo día del año 1907 fue enviada a la Argentina, llegando a  Buenos Aires el día 4 de diciembre.
Comenzó su vida misionera en el Hospital de Niños de La Plata, que hoy lleva su nombre, y del cual llegó a ser directora hasta su fallecimiento.
Fundó también un solario para niños en situación irregular, frente al mar, en la ciudad de Mar del Plata. En 1935, sufrió los primeros síntomas del cáncer renal que causaría su posterior fallecimiento, pero pese a eso, se destacó por su ayuda social y su entrega por atender a los enfermos. También fue devota de Cristo y la Eucaristía.
Murió en La Plata, en 1962 a la edad de 82 años. Sus restos mortales yacen en la Catedral de La Plata, en Argentina.

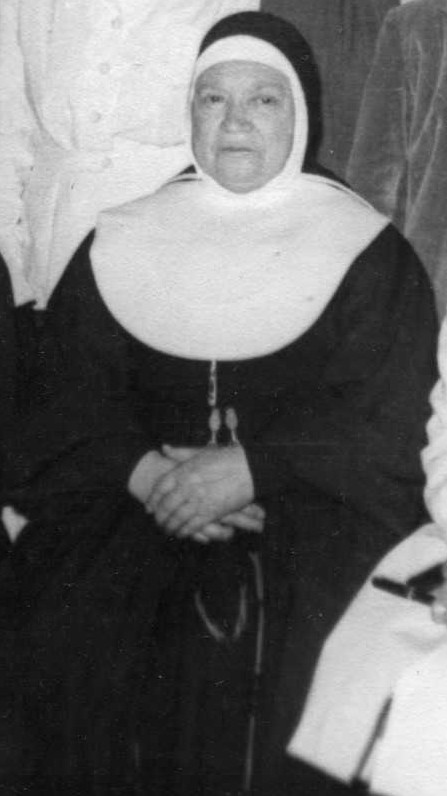
Beata María Ludovica De Angelis

## Proceso de canonización
Su proceso de beatificación comenzó en 1996, fue declarada Venerable en 2001 y beatificada en Roma en el año 2004 por el Papa san Juan Pablo II tras comprobarse su primer milagro.
Maria Ludovica De Angelis, fue beatificada por el Papa san Juan Pablo II el 3 de octubre de 2004 junto con Marie-Joseph Cassant, Ana Catalina Emmerick, Carlos de Austria y Pedro Vigne. 
La Parroquia Sagrado Corazón de Jesús en City Bell La Plata fue una de las creaciones de ella.

## Documentales
- Un Angel llamado Sor Ludovica, de Centro Televisivo Arquidiocesano de Argentina, y EWTN.

## Fuente
«Maria Ludovica de Angelis (1880-1962)». La Santa Sede. Consultado el 7 de junio de 2014.